# Paul Murphy
Paul Murphy (Dublino, 13 aprile 1983) è un politico irlandese.
È dal 2014 un deputato al Dáil Éireann eletto del collegio di Dublin South-West, già europarlamentare tra il 2011 e il 2014 eletto nel collegio elettorale di Dublino con il Partito Socialista.

## Biografia

### Primi anni
Murphy ottiene la maturità presso il Dublin Institute of Education e successivamente si laurea all'University College Dublin in legge nel 2004. Nel 2003 si candida come presidente dell'unione studentesca della sua università, senza successo. Entra a far parte del Partito Socialista nel 2001. Murphy ha anche lavorato presso il Parlamento europeo come consigliere politico di Joe Higgins. In linea con la politica del Partito Socialista non vive con l'intero stipendio da eurodeputato, ma invece con un salario equivalente alla media di quelli industriali.
Un cortometraggio del 2008, che lo descrive come un attivista a tempo pieno del Partito Socialista, segue il suo coinvolgimento nella protesta contro i tagli all'Ospedale Tallaght, durante la crisi economica irlandese. È anche attivo nel progetto Free Education for Everyone, un gruppo che lavora contro la reintroduzione delle tasse per l'istruzione di terzo livello in Irlanda. Nel 2009 stava lavorando su una tesi di dottorato intitolata "Esiste il diritto socialista?"

### Eurodeputato

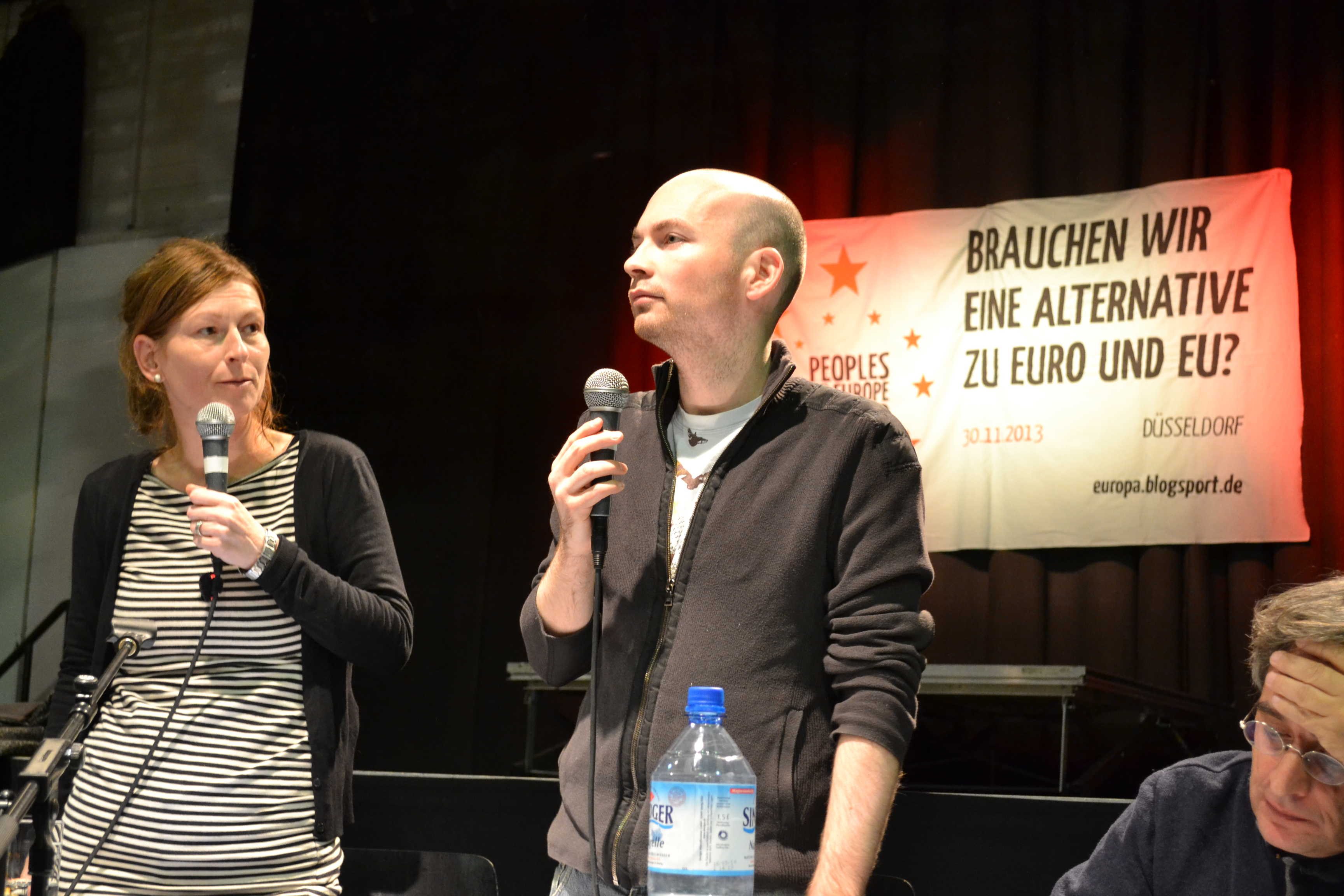
Paul Murphy nel 2013.

Murphy fu chiamato al parlamento per sostituire Joe Higgins, che era stato eletto in seguito ai risultati delle elezioni del 2009, dopo che Higgins è stato eletto nel 2011 al Dáil Éireann.
Murphy fa parte come membro permanente della commissione per i commerci internazionali al Parlamento Europeo. È anche un membro permanente della Delegazione per l'Asia Meridionale e un membro sostituto della Delegazione per il Mercosur. È membro del Comitato Nazionale del Partito Socialista dal 2001 ed è membro del Comitato Esecutivo Nazionale dal 2010.
Murphy è un sostenitore della campagna Shell to Sea campaign. Nell'agosto 2011, mentre protestava contro la costruzione del gasdotto a Erris, lui ed altri manifestanti sono stati allontanati con la forza.

#### No TAV
Nell'agosto del 2011 ha visitato su invito dell'Associazione ControCorrente, sezione italiana del Comitato per un'internazionale dei lavoratori, la Val Susa per conoscere il movimento No TAV. Insieme al segretario di Rifondazione Comunista Paolo Ferrero cercano di visitare i cantieri finanziati dall'Unione Europea, ma l'accesso viene negato a entrambi. Paul Murphy è intervenuto più volte in Italia su invito dell'Associazione ControCorrente. Ha incontrato i lavoratori del gruppo Fincantieri in Liguria ed è intervenuto allo sciopero generale della Fiom 2012.

#### Freedom Flotilla
Ha partecipato alla seconda Freedom Flotilla verso Gaza, che non ebbe successo per l'intervento delle forze israeliane. 
All'inizio del novembre 2011, Murphy è stato segnalato a bordo di una nave in viaggio verso Gaza come parte di una flottiglia in missione umanitaria. Le forze israeliane hanno abbordato la nave il 4 novembre e hanno arrestato Murphy e tutti gli attivisti a bordo, dicendo con uno di loro che questo è stato effettuato in modo "violento e pericoloso". I politici irlandesi hanno condannato il trattamento subito dagli attivisti e il Dipartimento per gli Affari Esteri ha presentato un reclamo quando gli attivisti non sono rientrati a casa secondo i tempi previsti, mentre gli attivisti canadesi coinvolti hanno sollecitato il loro ministro degli esteri John Baird a rassegnare le dimissioni per "non aver svolto il suo lavoro". Murphy è stato rilasciato l'11 novembre 2011.

#### Sulla crisi economica italiana
Il 5 dicembre 2011 Murphy interviene al parlamento europeo in merito alla crisi economica italiana ed in particolar modo al governo tecnico Monti, in presenza del Presidente della Banca centrale europea Mario Draghi. Nel suo intervento critica duramente la posizione della BCE rispetto alla crisi economica italiana, considerando il suo atteggiamento volto a penalizzare la popolazione, facendo il paragone con Portogallo, Irlanda e Grecia. Inoltre, ha classificato come "Colpi di Stato silenziosi" i passaggi in Grecia e Italia a governi tecnici.